# حماد الشايع
حماد الشايع لاعب كرة قدم سعودي كلاعب جناح أيمن.

## مسيرة اللاعب
لعب في الفئات السنية في نادي النصر و لعب بعدها مع نادي الحزم ونادي البكيرية ونادي الصقر ونادي النجمة.